# Ivan Trajkovič
Ivan Konrad Trajkovič, född 1 september 1991 i Zagreb i Kroatien, är en slovensk taekwondoutövare. 

## Karriär
I maj 2012 tog Trajkovič silver i +87 kg-klassen vid EM i Manchester efter att förlorat finalen mot italienska Leonardo Basile. I augusti 2012 tävlade Trajkovič för Slovenien vid olympiska sommarspelen 2012 i London, där han blev utslagen i den första omgången i +80 kg-klassen av sydkoreanska Cha Dong-min. I juli 2013 tog Trajkovič brons i +87 kg-klassen vid VM i Puebla.
I juni 2017 tog Trajkovič brons i 87 kg-klassen vid VM i Muju. I september 2017 tog han brons i +80 kg-klassen vid Grand Prix i Rabat. I maj 2018 tog Trajkovič brons i 87 kg-klassen vid EM i Kazan. I augusti 2018 tog han silver vid Grand Prix i Moskva efter att ha förlorat finalen mot sydkoreanska In Kyo-don.
I juli 2021 tävlade Trajkovič i +80 kg-klassen vid OS i Tokyo, där han blev utslagen i kvartsfinalen mot ryska Vladislav Larin. Trajkovič fick en ny chans i återkvalet och tog sig till bronsmatchen, där det blev en förlust med 5–4 mot sydkoreanska In Kyo-don.